# Margareta von Ascheberg

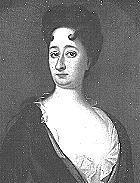
Un retrato de Margareta von Ascheberg

Margareta von Ascheberg (9 de julio de 1671 – 26 de octubre de 1753) fue una noble terrateniente sueca, y coronel suplente de regimiento durante la Gran Guerra del Norte.

## Vida
Margareta von Ascheberg era la hija menor del mariscal de campo Rutger von Ascheberg, de origen alemán, y su esposa Magdalena Eleonora Busseck. El 26 de enero de 1691, se casó con el conde y coronel Kjell Christopher Barnekow (fallecido en 1700) en Malmö. Como era la costumbre de la nobleza sueca en la época, conservó su apellido tras el matrimonio y su propio título Grevinnan Ascheberg (Condesa Ascheberg). Tuvieron cuatro hijos. Margaretha acompañaba a su cónyuge en sus comisiones militares: dio a luz a su hijo más pequeño durante el Bombardeo de Bruselas en 1695. Al estallar la Gran Guerra del Norte, Kjell Christopher Barnekow fue llamado a Suecia y nombrado coronel de los dragones de Escania, que se comprometió a equipar. Aun así, murió de repente de manera inesperada de una fiebre el 19 de diciembre de 1700 antes de tener tiempo para cumplir su tarea.
Como viuda, Margareta von Ascheberg quedó con la responsabilidad de sus cuatro niños pequeños y la administración de sus propiedades así como las demás responsabilidades de su cónyuge. Esto incluyó la tarea del orden y equipamiento de su regimiento de Scania. No fue liberada de esta responsabilidad, y el coronel suplente Kr. Un. v. Buchwaldt fue nombrado para comprobar que cumplía su tarea. En la primavera de 1702, había realizado la tarea de coronel organizando y equipando el regimiento y designando los oficiales a punto para la inspección por orden real y listos para servir en la guerra. También se sentó en la oficina de inspección del regimiento cuando este fue enviado a la guerra en Kristianstad. Durante la guerra, cuidó del equipamiento y asuntos del regimiento, e intercambió cartas con Carlos XII de Suecia sobre sus nombramientos y promociones. Fue llamada "Coronela" o "Señora Coronel" y admirada por la "energía y cuidado con la que actuó en su tarea inusual, una circunstancia, que en otros casos parecería imposible para una mujer".
Margareta von Ascheberg también tenía bajo su responsabilidad las propiedades de su cónyuge, incluyendo Vittskövle, Rosendal y Örtofta en Escania, Gammel-Kjöge en Själland, Ralsvik y Streu en Rügen, y también añadió la propiedad de Ugerup en Escania. Ella heredó y adquirió propiedades adicionales en Eliinge, Sövdeborg y Tosterup. Fue una persona de negocios y dueña de tierras muy exitosa y recomendada por su eficiencia. Fundó escuelas, hospitales y dio donaciones anónimas a los pobres en las parroquias de sus propiedades, y en contraste con otros dueños de tierras contemporáneos, como la odiada Christina Piper, logró hacerse popular entre sus empleados. Se la llamó "Una verdadera madre del hogar" y fue admirada por su "logro inusual, que no debe interpretarse deshonestamente, ya que todo Escania puede atestiguar que es veraz". En la parroquia de Vittskövle, donde ella prefería residir, "La mujer de Ascheberg" se convirtió en una respetada figura del folclore local.